# Paroisse de Douglas
Pour les articles homonymes, voir Douglas.
La paroisse de Douglas est à la fois une paroisse civile et un ancien district de services locaux (DSL) canadien du comté d'York, au Nouveau-Brunswick. Il comprend les autorités taxatrices de Carlisle Road, de Douglas Intérieur et de Lower Douglas. Dans le cadre de la réforme de la gouvernance locale du 1er janvier 2023, le territoire du DSL a été réparti entre la cité de Fredericton, les communautés rurales de Central York et Nashwaak et le district rural de la Région-de-la-capitale.

## Toponymie
La paroisse de Douglas est nommée ainsi en l'honneur de Sir Howard Douglas (1776-1861),  lieutenant-gouverneur du Nouveau-Brunswick de 1823 à 1832.
La paroisse contient les hameaux de Barton, Boyds Corner, Burtts Corner, Cardigan, Currieburg, Dorn Ridge, Fredericksburg, Jones Forks, Keswick, MacLean Settlement, Napadogan, Pughs Crossing, Rockland, Springhill Station, Stoneridge, Lower Stoneridge, Upper Stoneridge, Stone Settlement, Tay Creek, Tay Mills et North Tay. Deersdale et Half Moon Pit sont des points ferroviaires. Delong, Lawrence, Nashwaaksis Valley, North Cardigan et Semple Settlement ont disparu. Une partie de Douglas a été annexée à Fredericton.
Barton commémore la mort accidentelle de John Barton à cet endroit. Le hameau s'appelait auparavant Jonesbury Settlement et ensuite Upper Keswick. Burtts Corner s'appelait à l'origine Smiths Corner, en l'honneur de J.E. Smith, qui possédait un magasin à l'intersection. Le nom actuel date de 1892, en l'honneur du premier maître des postes, Elwood Burtt. Le nom de Cardigan fait référence au comté de Ceredigion, au Pays de Galles, d'où étaient originaires les fondateurs. Il se peut que Currieburg soit nommé en l'honneur de Asa L. Currie, le premier maître des postes en 1905, où en l'honneur de William et Jon Currie, qui ont été parmi les fondateurs. Dorn Ridge commémore Nathaniel Dorn, établit à cet endroit vers 1860. Jones Forks est nommé ainsi en l'honneur de Burdick Jones et Ephraim Jones, qui émigrèrent des États-Unis au début du XIXe siècle. Keswick est nommé ainsi d'après sa position sur la rivière Keswick, dont le nom provient du malécite-passamaquoddy Nookamkeechwak, ce qui signifie « rivière graveleuse ». Le village portait le nom de Mouth of Keswick à l'origine, ce qui signifie « l'embouchure de la Keswick ». Il se peut que MacLean Settlement soit nommé en l'honneur de la famille de John MacLean. Le toponyme Napadogan fait référence à la rivière Napadogan, dont le nom dérive du malécite-passamaquoddy Napudaagan, qui signifie possiblement « rivière à suivre [pour se rendre au sud-ouest] ». Le nom s'épelait Napudogan jusqu'en 1955. Pughs Crossing est possiblement nommé ainsi en l'honneur de John Pugh, le premier maître des postes vers 1889. Stone Settlement est nommé ainsi en l'honneur de Leman Stone, un des premiers résidents. Tay Creek, Tay Mills et North Tay font référence à la rivière Tay, elle-même nommée d'après la plus grande rivière d'Écosse. Plus précisément, Tay Creek a porté le nom de Tay Settlement jusqu'en 1918. Douglas s'appelait à l'origine Clairmont. Ce nom fut donné en 1783 en référence à la confiscation de la demeure des Philippse sur le fleuve Hudson. L'épouse de Beverly Robinson Jr., l'un des propriétaires terriens, était une Philippse. Le village a été renommé en 1866 en l'honneur de Sir Howard Douglas, comme pour la paroisse,.
L'origine des noms de Boyds Corner, de Fredericksburg, de Lower Stoneridge, de Rockland, de Springhill Station, de Stoneridge et d'Upper Stoneridge n'est pas connue.

## Géographie

### Villages et hameaux
Burtts Corner est le principal hameau. Il est situé sur la rive gauche (nord) de la rivière Keswick, à l'intersection de la route 104 et de la route 517. L'agglomération s'étend au nord le long de cette route.
Pughs Crossing est situé directement à l'est, le long de la route 104. Keswick est quant à lui situé à six kilomètres au sud-est, à l'intersection de la route 104 et de la route 105, près de l'embouchure de la rivière Keswick dans le fleuve Saint-Jean. La partie la plus à l'est du hameau s'appelait autrefois Rockland. Douglas est situé entre le DSL de Carlisle Road et la cité de Fredericton, le long de la route 105 et au bord du fleuve, à 14 kilomètres au sud-est de Burtts Corner. Une partie de Douglas s'appelait autrefois Springhill Station.
MacLean Settlement est situé à 4,5 kilomètres au nord-est de Burtts Corner, le long du chemin MacLean Settlement. Jones Forks est situé à 3,7 km au nord, le long du chemin Dorn Ridge. Le hameau de Dorn Ridge est quant à lui situé à neuf kilomètres au nord de Burtts Corner, le long du même chemin. Lower Stoneridge est situé à l'ouest de Burtts Corner, le long du chemin Lower Stoneridge. Lower Stoneridge comprend l'ancien établissement de Lawrence. Stoneridge est situé à cinq kilomètres à l'ouest de Burtss Corner, le long du chemin Upper Stoneridge au bord de la rivière Keswick. Upper Stonerdige est situé le long du même chemin, cette fois-ci à huit kilomètres au nord-ouest de Burtts Corner. Barton compte seulement deux maisons et est situé à 15,5 kilomètres au nord-ouest de Burtts Corner.
Cardigan est situé le long de la route 520, au nord d'Estey's Bridge et à douze kilomètres au nord-est de Burtts Corner. Il comprend l'ancien établissement de North Cardigan. Tay Mills, Tay Creek et Boyds Corner s'étendent successivement le long de la route vers le nord, jusqu'à un virage vers l'est. Boyds Corner est situé à 22 kilomètres au nord de Burtts Corner. Stone Settlement était un autre hameau aujourd'hui confondu avec Cardigan et Tay Mills et il comprenait Semple Settlement. North Tay est situé à quatre kilomètres à l'ouest de Tay Creek et à 19 kilomètres au nord de Burtts Corner, accessible par le chemin North Tay. Fredericksburg est accessible par le chemin du même nom et est situé à 2,8 km à l'est de Boyds Corner. Currieburg est situé au bout du chemin du même nom, près de la rivière Nashwaak, à quatre kilomètres au nord de Boyds Corner.
Napadogan est situé au nord, le long du chemin de fer. Il est accessible par la route 107.

### Logement
Le territoire regroupant la paroisse de Douglas, Estey's Bridge et Carlisle Road comptait 2286 logements privés en 2006, dont 2139 occupés par des résidents habituels. Parmi ces logements, 89,1 % sont individuels, 0,5 % sont jumelés, 0,0 % sont en rangée, 2,6 % sont des appartements ou duplex et 1,2 % sont des immeubles de moins de cinq étages. Enfin, 6,3 % des logements entrent dans la catégorie autres, tels que les maisons mobiles. 91,2 % des logements sont possédés alors que 8,8 % sont loués. 62,9 % ont été construits avant 1986 et 9,5 % ont besoin de réparations majeures. Les logements comptent en moyenne 7,2 pièces et aucun ne compte plus d'une personne habitant par pièce. Les logements possédés ont une valeur moyenne de 137 827 $, comparativement à 119 549 $ pour la province.

## Histoire

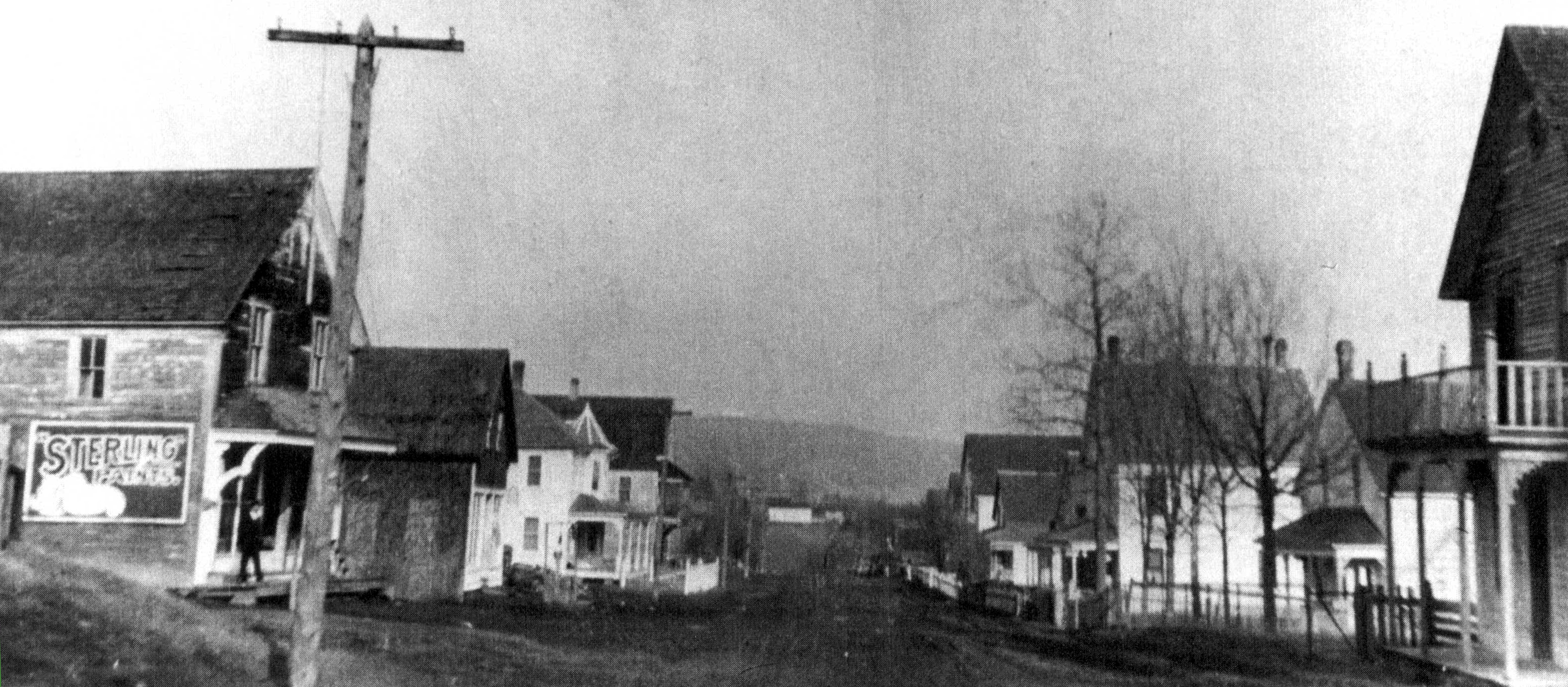
Burtts Corner en 1905.

La rives du fleuve Saint-Jean et de la rivière Keswick sont colonisées entre 1784 et 1785 par des soldats ldémobilisés du Régiment américain Prince of Wales et des New York Volunteers, tous des Loyalistes. Même un « lieu acadien » est colonisé par eux. Des immigrants gallois et irlandais colonisent par la suite l'arrière-pays. L'inondation d'octobre 1798 détruit des barrages, tue du bétail et laisse une couche de sédiments dans les champs.
Hamtown est fondé avant 1820, vraisemblablement par des immigrants irlandais. Cardigan est fondé en 1819 par 27 familles originaires du comté de Ceredigion, au Pays de Galles; certaines se déplacent ensuite à Woodland, Hamtown et les environs. Les autres établissements sont fondés à partir de 1823 par la New Brunswick and Nova Scotia Land Company ou des colons néo-brunswickois. Jones Forks est fondée par la compagnie et colonisé par des gens vraisemblablement originaires de localités voisines. Stone Settlement est fondé par la compagnie et peuplé par des colons britanniques.
En 1825, la paroisse est touchée par les Grands feux de la Miramichi, qui dévastent entre 10 000 km2 et 20 000 km2 dans le centre et le nord-est de la province et tuent en tout plus de 280 personnes,. Tay Creek est fondé vers 1835. Dorn Ridge est fondé vers 1860 par la New Brunswick and Nova Scotia Land Company. La même compagnie fonde aussi Fredericksburg, un hameau peuplé d'immigrants écossais.
Le chemin de fer York et Carleton, d'une longueur de 8,7 km, est construit de 1900 à 1901 entre Stanley et Cross Creek, rejoignant le chemin de fer de l'est du Canada. Huit autres kilomètres sont ajoutés en 1909 en direction de Ryans Creek; le manque de fonds empêche de continuer les travaux jusqu'à Foreston. Le chemin de fer n'est pas rentable, est racheté plusieurs fois et est abandonné en 1986.
Un pont couvert traversait la rivière Keswick à Upper Stoneridge. Il fut construit en 1914 mais fut détruit dans un incendie le 10 octobre 2008. Il mesurait 31,9 mètres de long.
L'école Keswick Valley Memorial, de Burtts Corner, est inaugurée en 1951.
La municipalité du comté de York est dissoute en 1966. La paroisse de Douglas devient un district de services locaux en 1967.

## Démographie
(juillet 2016).
D'après le recensement de Statistique Canada, il y avait 5719 habitants en 2001, comparativement à 5666 en 1996, soit une hausse de 0,9 %. La paroisse compte 2106 logements privés, a une superficie de 1 446,50 km² et une densité de population de 4,0 habitants au km².
| 2001  | 2006  | 2011  | 2016  |
| ----- | ----- | ----- | ----- |
| 5 719 | 5 774 | 6 081 | 6 154 |

## Administration

### Commission de services régionaux
La paroisse de Douglas fait partie de la Région 11, une commission de services régionaux (CSR) devant commencer officiellement ses activités le 1er janvier 2013. Contrairement aux municipalités, les DSL sont représentés au conseil par un nombre de représentants proportionnel à leur population et leur assiette fiscale. Ces représentants sont élus par les présidents des DSL mais sont nommés par le gouvernement s'il n'y a pas assez de présidents en fonction. Les services obligatoirement offerts par les CSR sont l'aménagement régional, l'aménagement local dans le cas des DSL, la gestion des déchets solides, la planification des mesures d'urgence ainsi que la collaboration en matière de services de police, la planification et le partage des coûts des infrastructures régionales de sport, de loisirs et de culture; d'autres services pourraient s'ajouter à cette liste.

### Représentation et tendances politiques
Nouveau-Brunswick: La majeure partie de Douglas fait partie de la circonscription provinciale de York-Nord, qui est représentée à l'Assemblée législative du Nouveau-Brunswick par Kirk MacDonald, du Parti progressiste-conservateur. Il fut élu pour la première fois lors de l'élection générale de 1999 puis réélu à chaque fois depuis, la dernière fois en 2010. La rive du fleuve est plutôt comprise dans la circonscription provinciale de Fredericton-Nashwaaksis, qui est représentée par Troy Lifford, du Parti progressiste-conservateur. Il fut élu lors de l'élection générale de 2010.
 Canada: Douglas fait partie de la circonscription électorale fédérale de Tobique—Mactaquac, qui est représentée à la Chambre des communes du Canada par Michael Allen, du Parti conservateur. Il fut élu lors de la 39e élection générale, en 2006, et réélu en 2008.

## Économie
Entreprise Central NB, membre du Réseau Entreprise, a la responsabilité du développement économique.
J.D. Irving opère une scierie à Deersdale, traitant le bois tendre.

## Vivre dans la paroisse de Douglas
Douglas compte deux écoles publiques anglophones. L'école Douglas accueille les élèves de la maternelle à la 5e année et fait partie du district scolaire #18. L'école Keswick Valley Memorial de Burtts Corner accueille les élèves de la maternelle à la 8e année et fait partie du district scolaire #14.
Le DSL est inclus dans le territoire du sous-district 10 du district scolaire Francophone Sud. Les écoles francophones les plus proches sont à Fredericton alors que les établissements d'enseignement supérieurs les plus proches sont dans le Grand Moncton.
Burtts Corner possède aussi une caserne de pompiers et un bureau de poste. Il y a aussi un comptoir postal à Keswick. Le détachement de la Gendarmerie royale du Canada le plus proche est à Keswick Ridge.
L'église St. James de Tay Creek est une église anglicane.
Les anglophones bénéficient des quotidiens Telegraph-Journal, publié à Saint-Jean, et The Daily Gleaner, publié à Fredericton. Ils ont aussi accès au bi-hebdomadaire Bugle-Observer, publié à Woodstock. Les francophones ont accès par abonnement au quotidien L'Acadie nouvelle, publié à Caraquet, ainsi qu'à l'hebdomadaire L'Étoile, de Dieppe.

## Culture

### Personnalités
- George Adkin Hartley (1842-1910), prêtre, né à Mouth of Keswick
- John Pickard (1824-1883), homme d'affaires et homme politique
- Frederick P. Thompson (1846-1922), sénateur.

### Architecture et monuments
La Chapelle galloise et le Cimetière 42nd Highland Memorial sont des sites historiques provinciaux.